# First SPRING EP
『First SPRING EP』は、春組が2017年5月24日に発売したミニ・アルバムである。
本作を発表した春組は、スマートフォン向けアプリケーションゲーム『A3!』に登場する劇団「MANKAIカンパニー」に所属するグループの一つであり、同劇団に所属する夏組のミニアルバム『First SUMMER EP』と同時に発売された。
初回限定特典として、限定カード（全2種）がもらえるシリアルコード、ファンミーティングツアー『A3! 1stファンミーティング～昼の部～』への応募シリアルコードが付属する。

## 収録曲
| 出典：。特記がない限りは、春組メンバー全員による歌唱。 |                                                        |            |            |            |
| #                                                      | タイトル                                               | 作詞       | 作曲       | 編曲       |
| 1.                                                     | 「Spring has come!」                                   | 園田健太郎 | 園田健太郎 | 園田健太郎 |
| 2.                                                     | 「僕らの絆」                                           | 利根川貴之 | 北川勝利   | 北川勝利   |
| 3.                                                     | 「赤い髪のチェリーブロッサム」(佐久間咲也（酒井広大）) | 利根川貴之 | yamazo     | yamazo     |
| 4.                                                     | 「SICK SICK SICK」(碓氷真澄（白井悠介）)               | 中山真斗   | 中山真斗   | 中山真斗   |
| 5.                                                     | 「Spring has come!（Instrumental）」                   |            |            |            |
| 6.                                                     | 「僕らの絆（Instrumental）」                           |            |            |            |
| 7.                                                     | 「赤い髪のチェリーブロッサム（Instrumental）」         |            |            |            |
| 8.                                                     | 「SICK SICK SICK（Instrumental）」                     |            |            |            |

## 楽曲内容
春組のテーマ曲である「Spring has come!」は、キャラクターのセリフがたくさん入っていることを特徴とする。春組の一員である碓氷真澄を演じた白井悠介は、収録では自分が最初であり、ほかのメンバーのセリフの感じかわからなかったことから、テンションの低い真澄らしさと春組らしさの意識して歌うことに集中したと、マイナビの高橋めねぎとのインタビューの中で話している。
春組のリーダー・佐久間咲也を演じた酒井広大は高橋とのインタビューの中で、収録のときは5人の声が合わさった時の様子を期待していたと話しており、「出来上がったものを聞いてみたら、それぞれの声のバランスが良くて、その上でキャラクターそれぞれの良さもあり、春組としてのチームワークが出ていましたね。」とも話している。
春組の旗揚げ公演曲である「僕らの絆」では、劇中劇で咲也と真澄が演じるロミオとジュリアスの絆が描かれている。
咲也のソロ曲である「赤い髪のチェリーブロッサム」は、4月の桜が満開の時期に収録された。
真澄のソロ曲「SICK SICK SICK」は彼が監督に対して抱く思いが主題であり、白井は良い意味で気持ち悪いと感じたと高橋とのインタビューで話している。
インタビューアーの高橋から「メロディやリズム、歌い方などクセのある曲で、難しそうな印象がありますが収録はいかがでしたか？」と聞かれた際、白井はロック調の曲を歌うのは新鮮だったとしつつも、歌詞がストレートな分気持ちが乗せやすく、そこまで難しいとは感じなかったと答えている。また、「やめない」の部分はもともとメロディがついていたが、収録中の提案により、セリフに変更された。

## チャート成績
5月23日付のオリコンデイリーランキングでは4位にランクイン。2日後の5月25日付で0.4万枚を売り上げ3位にランクインした。6月5日付のオリコン週間シングルランキングで2.9万枚を売り上げて5位にランクインした。

## 評価
ライターの満島エリオは、リアルサウンドに寄せた記事の中で、「Spring has come!」は困難の中でも前向きに進む治組らしさがいっぱい詰まった作品だと評価している。
また満島は、楽曲製作者である園田健太郎がキャラクターの個性を光らせるのが得意だと評価しており、歌詞の中で個性的な面々をまとめて受け入れる部分が印象的だったと述べている。